# Zone monétaire ouest-africaine

États de la Zone monétaire ouest-africaine
Intéressés à l'adhésion

La Zone monétaire ouest-africaine (ZMOA) (en anglais : West African Monetary Zone, WAMZ) est une union regroupant les pays membres de la Communauté économique des États de l'Afrique de l'Ouest (CEDEAO) qui n’utilisent pas le franc CFA. Fondée en 2000, elle a pour but de créer l'eco, une monnaie commune sur le modèle de l'euro de l'Union européenne. Elle est le pendant à l'Union économique et monétaire ouest-africaine qui regroupe les pays de la région utilisant le franc CFA. À terme ces deux organisations devaient fusionner au sein de la Communauté économique des États de l'Afrique de l'Ouest. La nouvelle devise aurait dû émerger en 2015, mais le projet est depuis 2014 « au point mort ».

## Histoire

### Création
La ZMOA est fondée le 20 avril 2000 à Accra par six pays d'Afrique de l'Ouest n'utilisant pas le franc CFA dans le but de créer une monnaie commune à partir de 2003.
La mise en place de l'eco initialement prévue au sein de la CEDEAO pour décembre 2009, mais son introduction a été reportée dans un premier temps à janvier 2015. La monnaie devait demeurer une monnaie commune pendant quelque temps, avant la disparition des monnaies nationales en 2020. Le projet était toutefois signalé comme étant au point mort en septembre 2014.

## Membres
Les pays membres fondateurs sont :
- Gambie
- Ghana
- Guinée
- Liberia, depuis 2010
- Nigeria
- Sierra Leone

## Institut monétaire de l'Afrique de l'Ouest
L'Institut monétaire de l'Afrique de l'Ouest a été créé pour préparer le lancement de la ZMOA.
| Directeur Général             | Période                          |
| ----------------------------- | -------------------------------- |
| Michael Olufemi Ojo           | 15 décembre 2000 - 19 juin 2008  |
| Temitope W. Oshikoya          | 20 juin 2008 - janvier 2012      |
| John H. Tei Kitcher (interim) | janvier 2012 - 31 janvier 2013   |
| Abwaku Englama                | 1er février 2013 - 4 août 2017   |
| Eunice Ngozi Egbuna           | 5 août 2017 - 1er février 2021   |
| Olorunsola E. Olowofeso       | 2 février 2021 - 23 février 2025 |
| Abdulsalam S. Abidemi         | depuis le 24 février 2025        |